# Reed City
Reed City település az Amerikai Egyesült Államok Michigan államában, Osceola megyében, melynek megyeszékhelye is. Lakosainak száma 2490 fő (2020. április 1.).

## Népesség
A település népességének változása:

| 2010 | 2 425 |
| 2020 | 2 490 |